# Stenoscepa gracilis
Stenoscepa gracilis is een rechtvleugelig insect uit de familie Pyrgomorphidae. De wetenschappelijke naam van deze soort is voor het eerst geldig gepubliceerd in 1956 door Kevan.